# Rue Alexis-de-Tocqueville
La rue Alexis-de-Tocqueville est une voie du quartier des Chantiers de Versailles, en France.

## Situation et accès
La rue Alexis-de-Tocqueville est une voie publique située dans le quartier des Chantiers de Versailles. Elle débute au niveau de la place des Francine, située à l'extrémité de l'avenue de Sceaux et où débouchent également la rue Édouard-Charton, la rue Édouard-Lefèbvre et la rue de Noailles, et se termine au niveau de la rue des Étangs-Gobert, où elle aboutit sur la gare routière adossée à la gare de Versailles-Chantiers.
Située en contrebas des murs de ceinture des deux réservoirs qui la bordent, elle est par ailleurs surplombée de deux passerelles piétonnes, l'une supportant le passage des Étangs-Gobert.

## Origine du nom

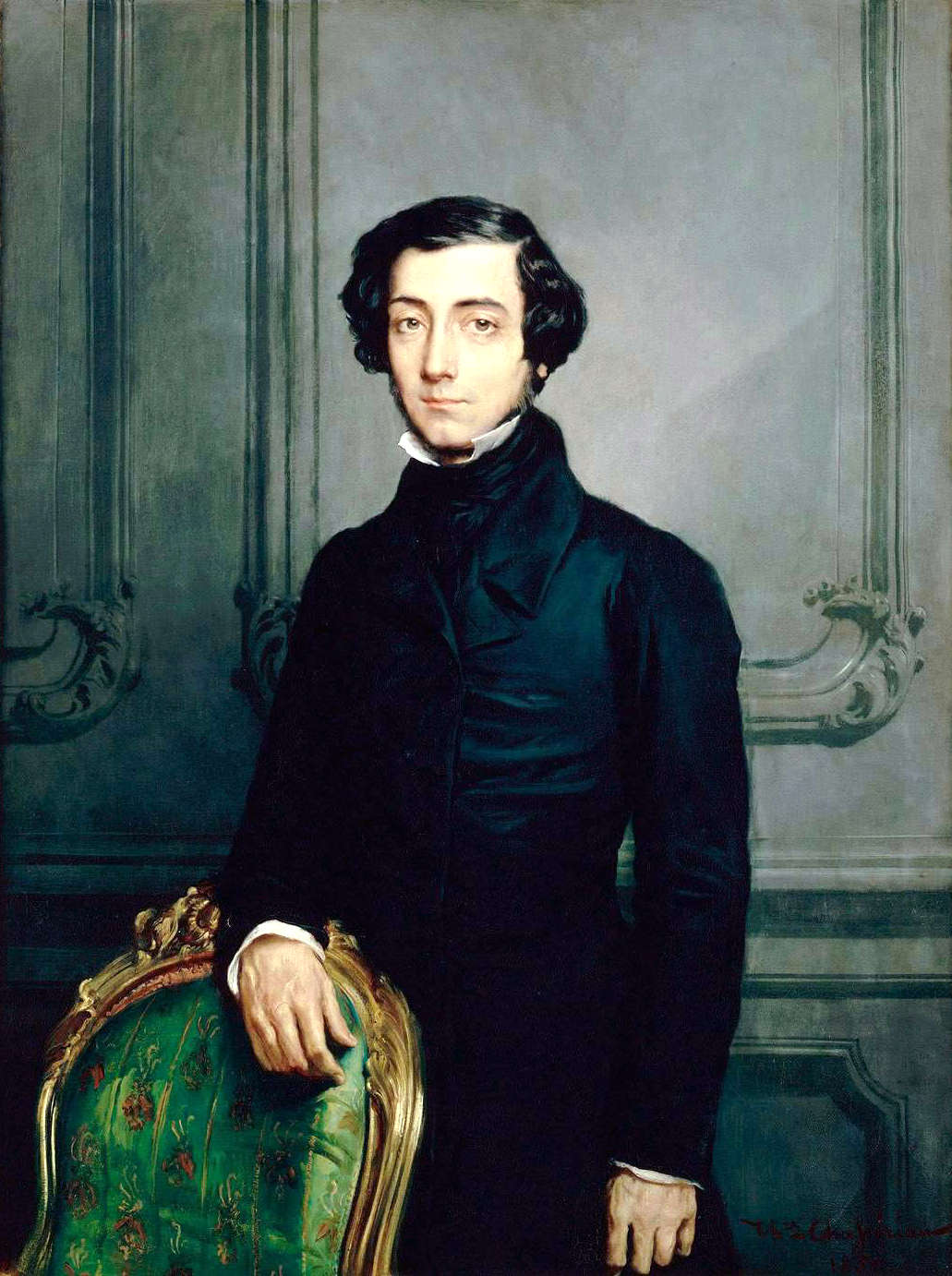
Alexis de Tocqueville, peint par Théodore Chassériau en 1850

La rue porte le nom d'Alexis de Tocqueville (1805-1859), philosophe politique français du 19e siècle (et juge-auditeur à Versailles de 1827 à 1830).

## Historique
La rue Alexis-de-Tocqueville est une rue percée entre les deux réservoirs des Étangs-Gobert lors des travaux de restructuration du quartier de la gare des Chantiers. 
Première étape de l'aménagement du site de la gare des Chantiers, elle a été imaginée par Jean-Marie Duthilleul, architecte à qui a été confié le réaménagement du pôle multimodal, et creusée en 2013 ; les travaux ont nécessité un important déblaiement puis la construction de deux murs de soutènement en pierre meulière, de part et d'autre de la rue, afin de conserver une cohérence architecturale au site des étangs Gobert.
Ouverte en août 2019, elle est réservée à l'usage des bus qui desserviront la gare routière créée à cette occasion, afin de permettre notamment une liaison aisée avec l'avenue de Sceaux. Les piétons et les cyclistes disposent respectivement d'un large trottoir et d'une bande cyclable.

## Bâtiments remarquables et lieux de mémoire
De part et d'autre de la rue se trouvent les deux réservoirs des Étangs-Gobert.